# Michel Flexer
Michel Flexer (Flexor) a fost un comunist evreu de profesie avocat, care la 28 iunie 1940 în fruntea unui grup de comuniști evrei a ocupat primăria și poliția din orașul Soroca. După ce a ținut un discurs prin care a defăimat autoritățile române, l-a împușcat pe comisarul care ajunsese în acel moment la poliție și pe agentul care îl însoțea pe acesta.